# Вебер, Карл Иванович
Карл Фридрих Теодор (Карл Иванович) фон Вебер (нем. Carl Friedrich Theodor von Waeber; 5 июня 1841 (17 июня 1841) — 8 января 1910) — российский дипломат и кореевед, личный друг императора Кореи вана Коджона. Получил известность благодаря своей службе в качестве первого генерального консула Российской империи в Корее в 1885—1897 годах.

## Биография
Он родился в семье среднего класса, с детства был увлечён историей Азии. В 1865 году он окончил Императорский Санкт-Петербургский университет и сразу же начинает работать в качестве дипломата. Сначала он работал в Пекине, в 1882 году он стал российским консулом в Тяньцзине. 25 июня 1884 года он заключил Договор об взаимоотношениях и торговле между Россией и Кореей, и в апреле того же года переехал в Сеул в качестве первого российского официального представителя. В это время дружба между ним и ваном Коджоном усиливалась, и когда российское правительство приняло решение послать Карла Ивановича в другое место, Коджон написал письмо протеста Николаю II, датированное 2 июля 1895 годом, в котором он хвалил мудрость Вебера и просил оставить его в Корее в качестве посла. Его просьба была выполнена, когда Алексей Николаевич Шпейер, преемник Карла Ивановича был направлен в Токио, Япония.
После убийства японцами супруги вана Коджона, Мин, в 1895 году Вебер лично предложил вану Коджону укрыться в здании Русского представительства в Чондоне (в настоящее время Чунку, Сеул), где он жил с февраля 1896 года по февраль 1897 года. Тогда же Вебер публично разоблачил организаторов убийства, что вынудило японского посла и нескольких японских дипломатов покинуть страну. В это время у России было самое высокое влияние на Корею, Вебер убедил Коджона созвать новое правительство, возглавляемое Ли Ванёном, Ли Бомджином и Ли Юнёном и являвшимся «пророссийским». В мае 1896 года им был заключён Меморандум Комуры — Вебера с японским дипломатом Комура Дзютаро, учитывающий право России на размещение четырёх групп войск на корейском полуострове. Тогда же ван Коджон подарил Веберу уникальное старинное каморнозарядное гладкоствольное орудие типа классических китайских фоланьцзи пао конца XVI — первой половины XIX века, но отлитую не в Китае, а в Корее (таких орудий в музеях мира известно всего 4 экземпляра). Вебер передал орудие в дар Морскому музею, откуда оно вскоре попало в коллекцию Артиллерийского музея в Санкт-Петербурге, где хранится по настоящее время.
В сентябре 1897 года дипломат Алексей Шпейер назначен на замену Вебера, после чего тот возвращается в Петербург.
В последующие годы служил в российском посольстве в Мексике.
В апреле 1903 года, накануне Русско-японской войны, Вебер снова посещает Сеул для продолжения переговоров с Коджоном, который был награждён орденом Святого апостола Андрея Первозванного.

## Публикации
- О корейском языке и корейском чтении китайских иероглифов, 1908.
- Пробная транскрипция всех городов Кореи, 1908.